# Zastava Solomonskih Otoka
Zastava Solomonskih Otoka je usvojena 18. studenoga, 1977. godine. Pet glavnih otočnih skupina su predstavljene s pet bijelih zvijezda. Plava boja predstavlja ocean, zelena zemlju, a žuta sunce.